# مالکوم سوم
مالکوم سوم (گیلی اسکاتلندی: Máel Coluim mac Donnchada; حدود ۲۶ مارس ۱۰۳۱ – ۱۳ نوامبر ۱۰۹۳) پادشاه پادشاهی اسکاتلند از ۱۰۵۸ تا ۱۰۹۳ بود که بعدها به کنمور (Canmore) (به معنی رئیس بزرگ) شهرت یافت. حکومت ۳۵ سالهٔ او به عنوان آغاز ورود فرهنگ فرانسوی به اسکاتلند شناخته می‌شود. هنری یکم انگلستان داماد او بود. همسر دوم او مارگرت تنها قدیس سلطنتی اهل اسکاتلند است.